# Puente de Kew
El Kew Bridge es un puente de Londres sobre el río Támesis. El puente actual, el tercero de los construidos en el mismo lugar, fue diseñado por John Wolfe-Barry y Cuthbert Brereton y fue abierto al público por el rey Eduardo VII y la reina Alejandra en 1903. Logró la categoría de monumento clasificado en grado II en el año 1983. Su nombre original fue King Edward VII Bridge.

## Lugar
El Kew Bridge cruza el río Támesis entre Kew, en el sur, y Chiswick y Brentford, en el norte. Es adyacente al Real Jardín Botánico de Kew.
El puente conecta las carreteras North Circular y South Circular en el oeste del Londres exterior y, por tanto, siempre tiene mucho tráfico.
Al lado del puente, en su extremo sur, se encuentra el Kew Pier, muelle que proporciona servicios  turísticos por ferri bajo licencia de London River Services.